# Bayer 04 Leverkusen Fußball 2015-2016 (femminile)
Questa voce raccoglie le informazioni riguardanti il Bayer 04 Leverkusen Fußball nelle competizioni ufficiali della stagione 2015-2016.

## Divise e sponsor
La grafica adottata era la stessa del Bayer Leverkusen maschile. Il main sponsor era il marchio di elettronica coreana LG mentre quello tecnico, fornitore delle tenute, era Adidas.
|  | Casa |  | Trasferta |  | Terza tenuta |

## Organigramma societario
Come da sito ufficiale, al 21 febbraio 2016.
Area tecnica
- Allenatore: Thomas Obliers
- Vice allenatore: Malte Dresen
- Allenatore dei portieri: Philipp Birker
- Preparatore atletico: Alois Gmeiner
- Fisioterapista: Jacqueline Ciompala
- Teammanager: Alois Gmeiner

## Rosa
Rosa, ruoli e numeri di maglia come da sito ufficiale, aggiornati al 21 febbraio 2016, integrati dal sito della Federcalcio tedesca (DFB).
| N. |                     | Ruolo | Calciatore          |
| -- | ------------------- | ----- | ------------------- |
| 1  | Germania (bandiera) | P     | Anna Klink          |
| 2  | Germania (bandiera) | D     | Frederike Kempe     |
| 3  | Germania (bandiera) | D     | Laura Leluschko     |
| 4  | Germania (bandiera) | D     | Katharina Prinz     |
| 5  | Germania (bandiera) | D     | Marisa Ewers        |
| 7  | Germania (bandiera) | C     | Jessica Wich        |
| 8  | Germania (bandiera) | C     | Ramona Petzelberger |
| 9  | Germania (bandiera) | D     | Merle Barth         |
| 10 | Germania (bandiera) | A     | Turid Knaak         |
| 11 | Croazia (bandiera)  | A     | Kristina Šundov     |
| 13 | Germania (bandiera) | D     | Anna Gasper         |
| 14 | Germania (bandiera) | C     | Sharon Beck         |

| N. |                     | Ruolo | Calciatore           |
| -- | ------------------- | ----- | -------------------- |
| 15 | Germania (bandiera) | C     | Rebecca Knaak        |
| 16 | Germania (bandiera) | C     | Laura Widak          |
| 17 | Germania (bandiera) | C     | Marina Hegering      |
| 18 | Germania (bandiera) | C     | Jana Schwanekamp     |
| 19 | Germania (bandiera) | A     | Lisa Schwab          |
| 21 | Germania (bandiera) | C     | Francesca Weber      |
| 23 | Italia (bandiera)   | P     | Katja Schroffenegger |
| 25 | Germania (bandiera) | D     | Frauke Roenneke      |
| 26 | Islanda (bandiera)  | C     | Sandra María Jessen  |
| 28 | Germania (bandiera) | D     | Annike Krahn         |
| 29 | Germania (bandiera) | P     | Leonie Doege         |
| 30 | Germania (bandiera) | D     | Carolin Simon        |

## Calciomercato

### Sessione estiva
| Acquisti | Acquisti             | Acquisti                    | Acquisti   |
| R.       | Nome                 | da                          | Modalità   |
| -------- | -------------------- | --------------------------- | ---------- |
| P        | Katja Schroffenegger | Bayern Monaco               | definitivo |
| D        | Frederike Kempe      | Gütersloh                   | definitivo |
| D        | Annike Krahn         | Paris Saint-Germain         | definitivo |
| C        | Jana Schwanekamp     | Gütersloh                   | definitivo |
| A        | Kristina Šundov      | MSV Duisburg                | definitivo |
| A        | Sarah Abu-Sabbah     | SGS Essen [Primavera B (F)] | definitivo |

| Cessioni | Cessioni        | Cessioni           | Cessioni   |
| R.       | Nome            | a                  | Modalità   |
| -------- | --------------- | ------------------ | ---------- |
| P        | Lisa Schmitz    | Turbine Potsdam    | definitivo |
| C        | Isabelle Linden | 1. FFC Francoforte | definitivo |
| C        | Theresa Panfil  | 1. FFC Francoforte | definitivo |
| A        | Venus El-Kassem | Werder Brema       | definitivo |

### Sessione invernale
| Acquisti | Acquisti            | Acquisti | Acquisti    |
| R.       | Nome                | da       | Modalità    |
| -------- | ------------------- | -------- | ----------- |
| C        | Sandra María Jessen | Þór/KA   | in prestito |

| Cessioni | Cessioni             | Cessioni | Cessioni   |
| R.       | Nome                 | a        | Modalità   |
| -------- | -------------------- | -------- | ---------- |
| P        | Katja Schroffenegger | Südtirol | definitivo |

### Operazioni esterne alle sessioni
| Acquisti | Acquisti | Acquisti | Acquisti |
| R.       | Nome     | da       | Modalità |
| -------- | -------- | -------- | -------- |
|          |          |          |          |

| Cessioni | Cessioni            | Cessioni | Cessioni      |
| R.       | Nome                | a        | Modalità      |
| -------- | ------------------- | -------- | ------------- |
| C        | Sandra María Jessen | Þór/KA   | fine prestito |

## Risultati

### Frauen-Bundesliga

#### Girone di andata
| Arbitro: | Illing (Limbach-Oberfrohna) |

|                                          |           |  |
| Burger 7’, 32’ Škorvánková 25’ Meyer 88’ | Marcatori |  |

| Leverkusen 6 settembre 2015, ore 14:00 CEST 2ª giornata | Bayer Leverkusen    | 0 – 0 referto | Jena | Kurt-Rieß Sportanlage (348 spett.)\| Arbitro: \| Westerhoff (Bochum) \| |
| Arbitro:                                                | Westerhoff (Bochum) |               |      |                                                                         |

| Arbitro: | Söder (Ingolstadt) |

|                                           |           |                                                       |
| Schwab 52’, 11’ R. Knaak 31’ T. Knaak 33’ | Marcatori | 3’, 40’ Gidion 61’ Klasen 69’ Schüller 90+1’ Hartmann |

| Arbitro: | Heimann (Gladbeck) |

|                          |           |          |
| Moser 6’, 90’ Hartig 74’ | Marcatori | 79’ Wich |

| Arbitro: | Appelmann (Alzey) |

|              |           |  |
| T. Knaak 10’ | Marcatori |  |

| Arbitro: | Baitinger (Friesenheim) |

|                  |           |                        |
| Ewers 73’ (aut.) | Marcatori | 40’ Weber 69’ T. Knaak |

| Arbitro: | Illing (Limbach-Oberfrohna) |

|  |           |                              |
|  | Marcatori | 35’ Dickenmann 90+2’ Jakabfi |

| Arbitro: | Lohmeyer (Holtland) |

|                 |           |           |
| Wallenhorst 41’ | Marcatori | 67’ Ewers |

| Arbitro: | Rafalski (Baunatal) |

|  |           |                                                    |
|  | Marcatori | 8’, 42’, 75’ Miedema 39’ Lewandowski 80’ Behringer |

| Arbitro: | Kurtes (Düsseldorf) |

|                                                                  |           |                  |
| Gwinn 18’ Starke 30’ Puntigam 35’ Kayikçi 73’, 90+1’ Zehnder 81’ | Marcatori | 79’ (rig.) Ewers |

| Arbitro: | Müller-Schmäh (Potsdam) |

|  |           |                                                     |
|  | Marcatori | 26’ Islacker 38’ Garefrekes 87’ Hendrich 89’ Linden |

#### Girone di ritorno
| Leverkusen 20 dicembre 2015, ore 14:00 CET 12ª giornata | Bayer Leverkusen       | 0 – 0 referto | Sand | Kurt-Rieß Sportanlage (341 spett.)\| Arbitro: \| Hussein (Bad Harzburg) \| |
| Arbitro:                                                | Hussein (Bad Harzburg) |               |      |                                                                            |

| Arbitro: | Westerhoff (Bochum) |

|                                  |           |          |
| Hearn 23’ Landeka 39’ Martin 88’ | Marcatori | 9’ Simon |

| Arbitro: | Illing (Limbach-Oberfrohna) |

|  |           |            |
|  | Marcatori | 38’ Gasper |

| Arbitro: | Wacker (Lehrensteinsfeld) |

|                     |           |                |
| Barth 25’ Weber 35’ | Marcatori | 74’ Chojnowski |

| Arbitro: | Heimann (Gladbeck) |

|                                                     |           |  |
| Wälti 9’ Mauro 32’ Huth 60’, 80’, 90+1’ Schwalm 82’ | Marcatori |  |

| Arbitro: | Hussein (Bad Harzburg) |

|                      |           |  |
| Weber 14’ Šundov 67’ | Marcatori |  |

| Arbitro: | Söder (Ingolstadt) |

|               |           |  |
| Popp 40’, 44’ | Marcatori |  |

| Arbitro: | Lohmeyer (Holtland) |

|                                        |           |           |
| R. Knaak 27’ Šundov 43’, 72’ Weber 76’ | Marcatori | 53’ König |

| Arbitro: | Müller-Schmäh (Potsdam) |

|                                                |           |  |
| Miedema 25’, 50’, 57’ Iwabuchi 27’ Däbritz 79’ | Marcatori |  |

| Arbitro: | Lohmeyer (Holtland) |

|                 |           |                                     |
| Lahr 71’ (aut.) | Marcatori | 27’ Petermann 88’ Schöne 90’ Starke |

| Arbitro: | Heimann (Gladbeck) |

|                                         |           |  |
| Ōgimi 28’ Groenen 44’ Islacker 77’, 78’ | Marcatori |  |

### DFB-Pokal der Frauen
| Arbitro: | Appelmann (Sörgenloch) |

|                |           |                                    |
| Arcangioli 55’ | Marcatori | 12’ Šundov 46’ Schwab 84’ T. Knaak |

| Arbitro: | Rafalski (Baunatal) |

|  |           |                           |
|  | Marcatori | 36’ Petzelberger 85’ Beck |

| Arbitro: | Wacker (Lehrensteinsfeld) |

|                                                |           |  |
| Kayikçi 13’ Schöne 37’ Petermann 47’ Gwinn 66’ | Marcatori |  |

## Statistiche

### Statistiche di squadra
| Competizione         | Punti | In casa | In casa | In casa | In casa | In casa | In casa | In trasferta | In trasferta | In trasferta | In trasferta | In trasferta | In trasferta | Totale | Totale | Totale | Totale | Totale | Totale | DR  |
| Competizione         | Punti | G       | V       | N       | P       | Gf      | Gs      | G            | V            | N            | P            | Gf           | Gs           | G      | V      | N      | P      | Gf     | Gs     | DR  |
| -------------------- | ----- | ------- | ------- | ------- | ------- | ------- | ------- | ------------ | ------------ | ------------ | ------------ | ------------ | ------------ | ------ | ------ | ------ | ------ | ------ | ------ | --- |
| Frauen-Bundesliga    | 21    | 11      | 4       | 2       | 5       | 14      | 21      | 11           | 2            | 1            | 8            | 7            | 35           | 22     | 6      | 3      | 13     | 21     | 56     | -35 |
| DFB-Pokal der Frauen | -     | -       | -       | -       | -       | -       | -       | 3            | 2            | 0            | 1            | 5            | 5            | 3      | 2      | 0      | 1      | 5      | 5      | 0   |
| Totale               | -     | 11      | 4       | 2       | 5       | 14      | 21      | 14           | 4            | 1            | 9            | 12           | 40           | 25     | 8      | 3      | 14     | 26     | 61     | -35 |

### Andamento in campionato
| Giornata  | 1  | 2  | 3  | 4  | 5  | 6  | 7 | 8 | 9  | 10 | 11 | 12 | 13 | 14 | 15 | 16 | 17 | 18 | 19 | 20 | 21 | 22 |
| --------- | -- | -- | -- | -- | -- | -- | - | - | -- | -- | -- | -- | -- | -- | -- | -- | -- | -- | -- | -- | -- | -- |
| Luogo     | T  | C  | C  | T  | C  | T  | C | T | C  | T  | C  | C  | T  | T  | C  | T  | C  | T  | C  | T  | C  | T  |
| Risultato | P  | N  | P  | P  | V  | V  | P | N | P  | P  | P  | N  | P  | V  | V  | P  | V  | P  | V  | P  | P  | P  |
| Posizione | 11 | 10 | 11 | 11 | 10 | 10 | 9 | 9 | 10 | 10 | 10 | 10 | 10 | 10 | 10 | 10 | 10 | 10 | 10 | 10 | 10 | 10 |

Legenda:

Luogo: C = Casa; T = Trasferta. Risultato: V = Vittoria; N = Pareggio; P = Sconfitta.

### Statistiche delle giocatrici
| Giocatore         | Frauen-Bundesliga | Frauen-Bundesliga | Frauen-Bundesliga | Frauen-Bundesliga | DFB-Pokal der Frauen | DFB-Pokal der Frauen | DFB-Pokal der Frauen | DFB-Pokal der Frauen | Totale   | Totale | Totale      | Totale     |
| Giocatore         | Presenze          | Reti              | Ammonizioni       | Espulsioni        | Presenze             | Reti                 | Ammonizioni          | Espulsioni           | Presenze | Reti   | Ammonizioni | Espulsioni |
| ----------------- | ----------------- | ----------------- | ----------------- | ----------------- | -------------------- | -------------------- | -------------------- | -------------------- | -------- | ------ | ----------- | ---------- |
| S. Abu-Sabbah     | 1                 | 0                 | 0                 | 0                 | 0                    | 0                    | 0                    | 0                    | 1        | 0      | 0           | 0          |
| M. Barth          | 10                | 1                 | 0                 | 0                 | -                    | -                    | -                    | -                    | 10       | 1      | 0           | 0          |
| S. Beck           | 11                | 0                 | 1                 | 0                 | 3                    | 1                    | 1                    | 0                    | 14       | 1      | 2           | 0          |
| L. Doege          | 0                 | 0                 | 0                 | 0                 | 0                    | 0                    | 0                    | 0                    | 0        | 0      | 0           | 0          |
| M. Ewers          | 21                | 2                 | 3                 | 0                 | 3                    | 0                    | 0                    | 0                    | 24       | 2      | 3           | 0          |
| A. Gasper         | 19                | 1                 | 0                 | 0                 | 3                    | 0                    | 0                    | 0                    | 22       | 1      | 0           | 0          |
| M. Hegering       | 7                 | 0                 | 0                 | 0                 | -                    | -                    | -                    | -                    | 7        | 0      | 0           | 0          |
| F. Kempe          | 18                | 0                 | 0                 | 0                 | 2                    | 0                    | 0                    | 0                    | 20       | 0      | 0           | 0          |
| A. Klink          | 22                | -56               | 0                 | 0                 | 2                    | -4                   | 0                    | 0                    | 24       | -60    | 0           | 0          |
| R. Knaak          | 17                | 2                 | 1                 | 0                 | 2                    | 0                    | 0                    | 0                    | 19       | 2      | 1           | 0          |
| T. Knaak          | 6                 | 3                 | 1                 | 0                 | 2                    | 1                    | 0                    | 0                    | 8        | 4      | 1           | 0          |
| A. Krahn          | 19                | 0                 | 0                 | 0                 | 3                    | 0                    | 0                    | 0                    | 22       | 0      | 0           | 0          |
| S.M. Jessen       | 8                 | 0                 | 0                 | 0                 | -                    | -                    | -                    | -                    | 8        | 0      | 0           | 0          |
| L. Leluschko      | 9                 | 0                 | 1                 | 0                 | 1                    | 0                    | 0                    | 0                    | 10       | 0      | 1           | 0          |
| R. Petzelberger   | 6                 | 0                 | 1                 | 0                 | 2                    | 1                    | 0                    | 0                    | 8        | 1      | 1           | 0          |
| K. Prinz          | 12                | 0                 | 0                 | 0                 | 2                    | 0                    | 0                    | 0                    | 14       | 0      | 0           | 0          |
| F. Roenneke       | 10                | 0                 | 0                 | 0                 | 2                    | 0                    | 0                    | 0                    | 12       | 0      | 0           | 0          |
| H. Sahlmann       | -                 | -                 | -                 | -                 | -                    | -                    | -                    | -                    | -        | -      | -           | -          |
| K. Schroffenegger | 0                 | 0                 | 0                 | 0                 | 1                    | -1                   | 0                    | 0                    | 1        | -1     | 0           | 0          |
| L. Schwab         | 17                | 2                 | 3                 | 0                 | 3                    | 1                    | 0                    | 0                    | 20       | 3      | 3           | 0          |
| J. Schwanekamp    | 0                 | 0                 | 0                 | 0                 | -                    | -                    | -                    | -                    | 0        | 0      | 0           | 0          |
| C. Simon          | 22                | 1                 | 0                 | 0                 | 2                    | 0                    | 0                    | 0                    | 24       | 1      | 0           | 0          |
| K. Šundov         | 20                | 3                 | 0                 | 0                 | 3                    | 1                    | 0                    | 0                    | 23       | 4      | 0           | 0          |
| F. Weber          | 19                | 4                 | 0                 | 0                 | 2                    | 0                    | 0                    | 0                    | 21       | 4      | 0           | 0          |
| J. Wich           | 20                | 1                 | 6                 | 0                 | 2                    | 0                    | 1                    | 0                    | 22       | 1      | 7           | 0          |
| L. Widak          | 5                 | 0                 | 0                 | 0                 | -                    | -                    | -                    | -                    | 5        | 0      | 0           | 0          |